# Desperate Housewives (5.ª temporada)
A quinta temporada da série Desperate Housewives, criada por Marc Cherry e transmitida originalmente no canal norte-americano ABC, estreou em 28 de Setembro de 2008 e concluiu a sua emissão original em 24 de Maio de 2009. Foi constituída de 24 episódios regulares e um duplo final da temporada. O mistério da temporada gira em torno de Dave Williams. O lema da temporada é: "Suculento Por Demasiado".
A série teve suas classificações mais baixas até aquele momento na quinta temporada. No entanto, "Desperate Housewives" manteve sua posição como uma das dez melhores séries, em audiência. Foi a nona série mais assistida durante a temporada de televisão americana em 2008-09, com uma média de 14,8 milhões de telespectadores por episódio.
A quinta temporada foi lançada em DVD pela ABC Studios como o set de sete discos "Desperate Housewives: The Complete Fifth Season" - The Red Hot Edition.

## Elenco
| Ator                    | Personagem         |
| ----------------------- | ------------------ |
| Teri Hatcher            | Susan Mayer        |
| Felicity Huffman        | Lynette Scavo      |
| Marcia Cross            | Bree Hodge         |
| Eva Longoria Parker     | Gabrielle Solis    |
| Nicollette Sheridan     | Edie Britt         |
| Dana Delany             | Katherine Mayfair  |
| Ricardo Antonio Chavira | Carlos Solis       |
| Doug Savant             | Tom Scavo          |
| Kyle MacLachlan         | Orson Hodge        |
| Neal McDonough          | Dave Williams      |
| Shawn Pyfrom            | Andrew Van De Kamp |
| Brenda Strong           | Mary Alice Young   |
| James Denton            | Mike Delfino       |

Participações Especiais
- Charlie Carver - Porter Scavo
- Max Carver - Preston Scavo
- Joshua Logan Moore - Parker Scavo
- Kendall Applegate - Penny Scavo

Houve uma mudança notável entre o elenco regular da quarta temporada e o elenco regular da quinta temporada da série. Andrea Bowen (Julie Mayer), Joy Lauren (Danielle Van De Kamp) e Lyndsy Fonseca (Dylan Mayfair) não regressaram como membros do elenco principal da série na sua quinta temporada, mas espera-se que façam aparições especiais em alguns episódios. Como as personagens se encontram cinco anos mais velhas, os jovens Scavo viram os seus papéis a serem desempenhados por novos atores, o que quer dizer que os atores que interpretavam os papéis dos filhos de Lynette e Tom Scavo nas primeiras quatro temporadas não regressarão para a quinta temporada, a não ser em flashbacks. Apesar de indicações depois do final da quarta temporada de que os atores James Denton (Mike Delfino) e Nicollette Sheridan (Edie Britt) não iriam regressar para a quinta temporada, ambos voltaram como membros do elenco regular. De resto, todo o elenco principal da quarta temporada regressou, incluindo Dana Delany como Katherine Mayfair, que se juntou ao elenco apenas na quarta temporada. Max Carver e Charlie Carver foram contratados para desempenharem os papéis de Preston e Porter, respectivamente. Joshua Logan Moore desempenha agora o papel de Parker Scavo, e Kendall Applegate o papel de Penny Scavo. Neal McDonough já se juntou ao elenco regular da série na quinta temporada no papel de Dave, o novo marido de Edie Britt. Ocorriam rumores de que Beyoncé Knowles se irá juntar ao elenco da série, mas nada foi confirmado.

## Vídeo promocional (Promo)
O vídeo promocional da quinta temporada foi lançado em 23 de Agosto de 2008. O vídeo se enfoca em mostrar as "suculentas" e múltiplas facetas das protagonistas, que mudam de humor durante o vídeo.
A diferença das temporadas passadas, este vídeo não tem uma temática muito simbólica, ele apresenta a cada "desesperada" por igual, logo entram todas as desesperadas vestindo um vestido vermelho e mordendo uma maçã.

O vídeo foi dirigido por Peggy Sirota.

O lema desta temporada é "Even Juicer", traduzido como "Suculento Por Demasiado".

A música que embala este vídeo é "Fever" da Madonna.

## Episódios
| Episódio   | Título | Diretor         | Escrito por:              | Primeira Transmissão    | Resumo |
| ---------- | --- | --------------- | ------------------------- | ----------------------- | --- |
| 5x01 (88)  | "You're Gonna Love Tomorrow" Você vai amar o amanhã.                                                      | Larry Shaw      | Marc Cherry               | 28 de Setembro de 2008  | (Susan e Mike se envolvem em um acidente que mata as Dash.) Cinco anos se passaram desde que Katherine matou seu ex-marido, e Susan, Lynette, Bree e Gaby se uniram para protegê-la. Susan tenta esconder sua relação com um novo homem. Gaby questiona suas habilidades maternas. Bree está a ponto de publicar seu próprio livro de receitas, enquanto que sua sócia, Katherine, torna-se invejosa. Lynette descobre que os adolescentes gêmeos estão fazendo coisas ilegais. E Edie regressa a Alameda Wisteria, com um novo marido, Dave Williams. |
| 5x02 (89)  | "We're So Happy You're So Happy" Nós somos tão felizes, você é tão feliz.                                 | David Grossman  | Alexandra Cunningham      | 5 de Outubro de 2008    | Alguns segredos vêm à tona, enquanto que outros continuam escondendo-se. Lynette descobre que seu filho, Porter, tem um lado sensível que é encantador. Gaby tenta mascarar a morte de seu status social. E os homens da vida de Susan se conhecem. Entretanto, Bree se encontra pressionada na tarefa de nivelar seu casamento e sua carreira. Edie relembra o quão hostis que podem ser os vizinhos da Alameda Wisteria. Karen McCluskey trata de conseguir a ajuda de Katherine para descobrir mais sobre Dave. |
| 5x03 (90)  | "Kids Ain't Like Everybody Else" As crianças não são como todo mundo.                                     | Bethany Rooney  | Joe Keenan                | 12 de Outubro de 2008   | Danielle regressa a Alameda Wisteria, com Benjamin. Gaby e Susan se encontram envolvidas em uma rixa entre Juanita e MJ. Para seu desgosto, Lynette volta para casa e descobre que Tom e Dave formaram uma banda de garagem. Katherine e Karen convidam Edie para um almoço, para conseguir novas informações sobre Dave. |
| 5x04 (91)  | "Back in Business" De volta aos negócios.                                                                 | Scott Ellis     | John Pardee e Joey Murphy | 19 de Outubro de 2008   | O sucesso do livro de receitas e do bufê de Bree provoca inveja em suas amigas. Lynette está desejosa de voltar a saborear o triunfo de sua carreira como publicitária porque se autoproclama ajudante no plano de marketing de Bree. O desenho que MJ faz da família, leva Mike a crer que tem pouca presença na vida de seu filho. Gaby tem um plano para ter mais prazer com Carlos. E os motivos da mudança de Dave ao bairro continuam vindo à tona. |
| 5x05 (92)  | "My Mirror, Mirror" Espelho, espelho meu.                                                                 | David Grossman  | Jeff Greenstein           | 26 de Outubro de 2008   | Chega o dia do aniversário de 70 anos de Karen. E a noite vem cheia de explicações sobre o que aconteceu nos últimos cinco anos na Alameda Wisteria. Motivado por razões secretas, Dave convence Susan a fazer uma festa surpresa para comemorar o aniversário de Karen. Jackson quer dar um passo a mais na sua relação com Susan. Gaby se preocupa com uma possível gravidez. Tom informa a Lynette que vendeu a pizzería. Uma surpreendente razão sobre os laços entre Bree e Katherine vem a luz. E uma escandalizada Karen faz com que todo o bairro se ponha em duvida de sua sanidade. |
| 5x06 (93)  | "There's Always a Woman" Sempre há uma Mulher.                                                            | Matthew Diamond | John Paul Bullock III     | 2 de Novembro de 2008   | Gaby se alegra quando uma cliente faz a Carlos uma oferta impossível de recusar, porém com uma segunda descoberta começa a não agradá-la. Lynette tem a suspeita de que Tom a engana. Depois de romper com Jackson, Susan trata de surpreendê-lo, só que ela é que tem uma surpresa. Bree e Katherine fazem um acordo. Karen com a ajuda de sua irmã, Roberta, descobre alguns dos segredos sujos de Dave. |
| 5x07 (94)  | "What More Do I Need?" Do que mais eu preciso?                                                            | Larry Shaw      | Matt Berry                | 9 de Novembro de 2008   | Lynette e Tom descobrem um segredinho de Porter. Gabrielle suspeita que a melhor cliente de Carlos tenha razões secretas. Alguns momentos de fraqueza de Bree podem trazer constrangimento e angústia. Um não-tão-pequeno segredo de Katherine vem à tona. Susan conhece as verdadeiras paixões de Jackson. Roberta descobre inquietantes fatos sobre Dave. |
| 5x08 (95)  | "City on Fire" Cidade incendiada.                                                                         | David Grossman  | Bob Daily                 | 16 de Novembro de 2008  | Julie faz uma visita com seu novo namorado. Gaby descobre a verdade que se oculta no passado da Sra. Hildebrand. Katherine faz uma surpreendente confissão a Susan. Uma jornalista chega para relatar as imperfeições na vida de Bree. Lynette descobre os planos de Porter para fugir de Fairview com Anne Schilling. Todos se reúnem no clube "Cavalo Branco" para ver a 'Batalla das Bandas', concurso anual em que está participando a banda dos maridos; porém um incêndio ameaça a vida dos espectadores. Dave vira um herói no meio do caos. |
| 5x09 (96)  | "Me and My Town" Eu e minha cidade.                                                                       | David Warren    | Lori Kirkland Baker       | 30 de Novembro de 2008  | Para Carlos e Gaby, o acontecido no incêndio traz a esperança de enxergar de novo. Lynette e Tom tratam de proteger Porter a qualquer preço. Susan tem que aprender a deixar o homem que ela quer. Orson tenta fazer com que Bree tenha uma noite calma antes de sua demonstração antes de uma grande demonstração de culinária. |
| 5x10 (97)  | "A Vision's Just a Vision" Uma visão é somente uma visão.                                                 | Larry Shaw      | David Flebotte            | 7 de Dezembro de 2008   | Lynette faz o que qualquer mãe poderia fazer em seu lugar. Carlos se dá conta dos sacrifícios que Gaby tem feito por sua família. Bree diz a Andrew que por fim aceitou sua homossexualidade. Katherine encontra a felicidade. Susan e Mike se dão conta do destino de sua relação. Dave começa a perder o bom senso e Edie o expulsa de casa, Mike oferece abrigo para ele. |
| 5x11 (98)  | "Home Is the Place" O lugar é a casa.                                                                     | David Grossman  | Jamie Gorenberg           | 4 de Janeiro de 2009    | Carlos pode ajudar a mãe de uma menina que ficou recentemente cega. Alex Cominis, o namorado de Andrew, apresenta sua mãe, Melina, para os Hodge. Edie perdoa Dave, mas continua preocupada com suas atitudes. Lynette tenta manter seu filho a salvo de Warren Schilling. |
| 5x12 (99)  | "Connect! Connect!" Conectar! Conectar!                                                                   | Ken Waittingham | Jordon Nardino            | 11 de Janeiro de 2009   | Susan e Edie ficam presas juntas no porão de uma casa e fazem um balanço sobre a importância dos relacionamentos na vida de Susan. Katherine e Mike resolvem sua situação, se são só amigos ou algo mais. |
| 5x13 (100) | "The Best Thing That Ever Could Have Happened" A melhor coisa que já poderia ter acontecido.              | Larry Shaw      | Marc Cherry y Bob Daily   | 18 de Janeiro de 2009   | Quando o faz-tudo, Eli Scruggs morre, todos os moradores da rua se dão conta de como isto afetou suas vidas. Gaby recorda como Eli a ajudou a conseguir amigas quando era uma recém-chegada a Alameda Wisteria. Lynette: como ele a ajudou com Penny. Susan: que ele sempre esteve ali quando algum homem a abandonou. Edie: da amizade tão especial que tiveram. Bree: como seu sonho de escrever era antigo e Rex a desanimou, mas depois de sua morte, Eli a animou. Mary Alice recorda do dia em que se suicidou. (Rex Van de Kamp, Martha Huber e Yao-Lin regressam por meio de flashbacks.) |
| 5x14 (101) | "Mama Spent Money When She Had None" Mamãe gastou um dinheiro que não tinha.                              | David Warren    | Jason Ganzel              | 8 de Fevereiro de 2009  | Lynette e Tom têm problemas financeiros. Bree oferece sua ajuda sem saber dos conflitos que isto causaria. Gaby luta para recuperar sua antiga forma. Tom descobre quem relacionou seu filho Porter com o incêndio. Susan tenta colocar MJ numa escola privada, porém não pode pagá-la. Katherine é vítima de uma confusão. |
| 5x15 (102) | "In a World Where the Kings Are Employers" Num mundo onde os Reis são os patrões.                         | David Grossman  | Lori Kirkland Baker       | 15 de Fevereiro de 2009 | Susan começa em seu trabalho de assistente na escola e tem que deixar MJ com Mike, porém quando ele sai para trabalhar o deixa com Katherine, coisa que não agrada Susan. Gaby descobre que o chefe de Carlos está tendo uma aventura. Tom se vê forçado a vender seu restaurante, mas não sem antes fazer todos os sacrifícios para salvá-lo. Orson se zanga com Bree por receber menos que Andrew. Dave planeja tudo para sua vingança. |
| 5x16 (103) | "Crime Doesn't Pay" O crime não compensa.                                                                 | Larry Shaw      | Jordon Nardino            | 8 de Março de 2009      | Orson vira cleptomaníaco. Num gesto de amizade, Bree diz que ajudará Tom a arranjar um novo emprego. Gaby se encontra em uma difícil situação quando o chefe de Carlos a utiliza para encobrir seu adultério. Edie começa a investigar o passado de seu esposo depois de um encontro casual com um padre que a chama de Sra. Dash. |
| 5x17 (104) | "The Story of Lucy and Jessie" A história de Lucy e Jessie.                                               | Bethany Rooney  | Jordon Nardino            | 15 de Março de 2009     | Susan trabalha com Jessie que é lésbica e elas se beijam. Edie investiga os obituários do jornal de Fairview. Lynette vai a uma entrevista de emprego. Bree leva Orson à terapia. Com a morte do chefe, Carlos vira presidente e tem que trabalhar com Lucy que foi sua namorada. |
| 5x18 (105) | "A Spark to Pierce the Dark" Uma faísca na escuridão.                                                     | David Grossman  | Alexandra Cunningham      | 22 de Março de 2009     | Susan tem problemas em seu trabalho, quando o filho de Karl começa na escola, o que gera uma discussão entre eles e que leva a sarar feridas do passado. Bree discute com Orson quando ele a obriga a vender o bufê. Mike, Katherine e Dave vão juntos ao campo, Dave leva uma arma. Ao ler um antigo jornal Edie se intera das pessoas envolvidas no acidente de Mike; e quando Dave descobre tenta matá-la, mas Edie consegue fugir, porém bate de carro num poste ao desviar de Orson. Edie sobrevive ao acidente, mas leva uma forte descarga elétrica de um cabo que se soltou. |
| 5x19 (106) | "Look Into Their Eyes And You See What They Know" Olhe dentro de seus olhos e você verá o que elas sabem. | Larry Shaw      | Matt Berry                | 19 de Abril de 2009     | (Narrado por Edie Williams)Edie morre. Dave pede que as desesperadas contem a Travers o que aconteceu com sua mãe. Em flashbacks vemos momentos que elas compartilharam com Edie. Susan recorda o momento que a conheceu, Lynette como foram juntas a um bar quando tinha câncer, Bree quando Edie visitava Orson na cadeia, Gaby recorda uma pequena competição que tiveram e Karen do dia em que partilharam segredos. |
| 5x20 (107) | "Rose's Turn" A vez de Rose.                                                                              | David Warren    | Dave Flebotte             | 26 de Abril de 2009     | Uma mulher lembra de que viu Orson correndo na rua, e logo depois uma mulher morreu em um terrível acidente; Orson acha que ninguém vai acreditar nela. Susan acha que Dave tem tendências suicidas, faz uma limpa na casa dele e é presa na rua por ter uma cesta com facas e uma arma. Gaby usa Tom para dar um 'golpe de estado' no clube de jardinagem. Carlos salva Lynette no chuveiro. Susan se confessa para Dave, e ele percebe que tem perseguido o alvo errado. |
| 5x21 (108) | "Bargaining" Barganhando.                                                                                 | David Grossman  | David Schladweiler        | 3 de Maio de 2009       | Gaby não coloca maquiagem para mostrar a Juanita que a beleza está no interior, mas quando é chamada para ir a um evento onde estará o Prefeito de Fairview fica desesperada atrás de maquiagem. Bree quer o melhor advogado de divórcio da cidade, porque Orson quer metade do bufê, e encontra... Karl Mayer! Jackson retorna a Alameda Wisteria. Lynette e Tom negociam o sexo. Dave recebe uma visita inesperada que complica a sua vida. |
| 5x22 (109) | "Marry Me a Little" Case-se comigo.                                                                       | Larry Shaw      | Jason Ganzel              | 10 de Maio de 2009      | Bree e Karl armam para Orson. Um velho amigo de Tom faz uma cirurgia plástica e Tom considera também fazê-la, Lynette tenta impedí-lo apresentando a ele alguém cuja operação não foi 'perfeita'. Dave descobre que Jackson é ilegal. Com medo de perder a pensão, Susan decide não se casar com Jackson; Katherine consegue fazê-la mudar de ideia depois que Mike pede Katherine em casamento. Orson descobre o segredo de Bree. |
| 5x23 (110) | "Everybody Says Don't" Todos dizem que não (5ª tmp).                                                      | Bethany Rooney  | John Pardee e Joey Murphy | 17 de Maio de 2009      | 1ª parte do final da temporada. Dave grava um vídeo para explicar tudo. As vidas de Susan e MJ correm perigo nas mãos de Dave, quando um gesto "amigável" do vizinho se torna uma terrível armadilha. Na casa dos Scavos, Lynette fica insatisfeita com Tom e mais uma de suas "brilhantes ideias". Durante uma reunião de família, Carlos se oferece para tomar conta da sobrinha, Ana Solís; mas a tia de Carlos tem planos para eles. Orson ameaça chantagear Bree. |
| 5x24 (111) | "If It's Only In Your Head" É tudo coisa da sua cabeça.                                                   | David Grossman  | Jeffrey Richman           | 17 de Maio de 2009      | 2ª parte do final da temporada. Dave lembra da noite do acidente. Karen e Roberta invadem a casa de Dave, a polícia descobre a verdade. Mike e Katherine vão viajar para Las Vegas, mas Mike vê o vídeo de Dave; ele conta a verdade a Susan. Lynette descobre que está grávida de novo enquanto Tom passa no vestibular. Bree e Karl começam um caso. Ana chega a Alameda Wisteria trazendo muita confusão e segredos. Mike abandona Katherine no aeroporto para salvar sua família. Dois meses depois... As mudanças: Lynette grávida de gêmeos; Bree ainda com Orson, por causa da chantagem, e com o amante Karl; Gaby tenta controlar os instintos adolescentes de Ana. E Mike se casa (Susan ou Katherine?). |